# Sebenit
Sebenit, Sebenitos ali Sebenitus (arabsko سمندود‎, Samannūd,  koptsko  ϫⲉⲙⲛⲟⲩϯ, grško starogrško Σεβέννυτος, Sebénnitos ali starogrško ἡ Σεβεννυτικὴ πόλις , Sebennitike  pólis,, egipčansko ṯb-nṯr, ki se je v stari egipčanščini  izgovarjalo verjetno */ˌcabˈnaːcar/, v pozni egipčanščini pa */ˌcəbˈnuːtə/) je bilo starodavno mesto v Spodnjem Egiptu na damietski veji Nilove delte. Sebenit je bil glavno mesto dvanajstega (Sebenitskega) noma Spodnjega Egipta. Bil je tudi prestolnica Trinajste egipčanske dinastije (380-343 pr. n. št.). Sebenit  leži malo vzhodno od Saisa na zemljepisni širini 31° severno. Med Trinajsto dinastijo je na istem bregu iste veje Nila stal tudi Behbeit El Hagar. Zaradi ugodne lege na polotoku med jezerom s sedanjim imenom Burlos in Nilom je bil v antiki pomembna postaja na trgovski poti med Memfisom in Spodnjim Egiptom. Zaradi zanemarjanja vzdrževanja dnih kanalov so Nilove naplavine skoraj v celoti prekrile mesto.
| nTr | T | b | E8 | niwt |

| nTr | T | b | E8 | niwt |

Sebenit je verjetno najbolj znan kot rojstni kraj zgodovinarja in letopisca Manetona, ki je ustvarjal v ptolemajskem obdobju v 3. stoletju pr. n. št., in Nektaneba II.,  zadnjega domorodnega egipčanskega faraona.
V mestu je bilo svetišče, posvečeno lokalnemu bogu Onurisu ali Onuris-Šuju in njegovi ženi, boginji-levinji Mehit, ki je zdaj v ruševinah. Fragment oltarja, na katerem so vladarji darovali bogu in njegovi ženi, je na ogled v Walters Art Museum, Baltimore, ZDA. Mesto je znano tudi kot postaja na poti Svete družine v Egipt.
Leta 1843 je angleški popotnik John Gardner Wilkinson Sebenit opisal kot dokaj veliko mesto z več bazarji, kakršne so imela velika mesta v Egiptu, in mesto, znano po lončenini, ki so jo pošiljali v Kairo.